# Gouvernement Pramot I
Thaïlande
12e cabinet
(Thawi Bunyaket) 14e cabinet
(Khuang Aphaiwong II)
Le premier gouvernement Seni Pramot (thaï : คณะรัฐมนตรีเสนีย์ ปราโมช 1, litt. Cabinet Seni Pramot 1) est le treizième gouvernement de la Thaïlande, entre le 19 septembre 1945 et le 31 janvier 1946. Après quatre gouvernements successifs, il s'agit du cinquième et dernier sous la 3e législature de la Chambre des représentants.
Dirigé par Seni Pramot, ambassadeur de la Thaïlande aux États-Unis et chef des Forces thaïlandaises libres (FTL) durant la Seconde Guerre mondiale, il s'agit de son premier gouvernement, succédant à Thawi Bunyaket et son gouvernement éphémère.
Seni Pramot redevient Premier ministre et forme son deuxième gouvernement en 1975, soit 30 ans plus tard.

## Historique du mandat

### Formation
Le précédent gouvernement, celui de Thawi Bunyaket, Premier ministre sortant, remet sa démission le 17 septembre 1945. Le même jour, la troisième législature de la Chambre des représentants se réunit à nouveau pour élire un nouveau Premier ministre.
Seni Pramot, ambassadeur de la Thaïlande aux États-Unis et chef des Forces thaïlandaises libres pendant la Seconde Guerre mondiale, est le seul candidat qui est présenté à la chambre basse. Il reçoit ensuite sa confiance et est nommé et investi Premier ministre.
La formation du gouvernement se fait ensuite deux jours plus tard.

### Fin
Le 15 octobre 1945, sur demande du Premier ministre, et acceptée par le roi, la troisième législature de la Chambre des représentants est dissoute et des élections sont tenues pour les membres de premier type (élus).
Le 31 janvier 1946, à la suite de l'élection législative du 6 janvier, Khuang Aphaiwong est de nouveau nommé Premier ministre.

## Composition initiale

### Premier ministre et vice-Premier ministre
- Premier ministre, ministre des Affaires étrangères : Seni Pramot
- Vice-Premier ministre, ministre de la Santé publique : Adul Aduldejcharat

### Ministres

#### Ministres sous portefeuilles
- Ministre de la Défense : Chit Mansin Sinadyotharak
- Ministre des Finances : Direk Chainam
- Ministre de l'Agriculture : Sitthi Junnanon
- Ministre du Commerce et de l'Industrie : Udom Sanitwong
- Ministre des Transports : Saprang Thephasadin na Ayutthaya
- Ministre de l'Intérieur : Thawi Bunyaket
- Ministre de la Justice : Thongdee Nolanratchasuwat
- Ministre de l'Éducation : Tree Teeranasan

#### Ministres sans portefeuilles
- Thawee Tawetikul
- Sanguan Tularak
- Wichit Lulitanon
- Tiang Sirikhan
- Thong Kanthatham
- Phueng Srichan
- Chamlong Daoruang
- Charoon Suebsaeng
- Sut Lekyanon
- Woratat na Lamphun
- Chit Vejprasit

### Vice-ministre
- Vice-ministre de la Santé publique : Prachuap Bunnag

## Évolution de la composition

### 14 octobre 1945
Le 14 octobre 1945, Chit Mansin Sinadyotharak, ministre de la Défense, remet sa démission pour des raisons de santé. Jira Wichitsongkram, anciennement vice-ministre de la Défense sous le premier gouvernement de Khuang Aphaiwong, le remplace.
En complément, deux nouveaux ministres (sans portefeuille) sont nommés : Thongin Phuripat et Thawin Adul.